# Msowero
Msowero è una circoscrizione mista (mixed ward) della Tanzania situata nel distretto di Kilosa, regione di Morogoro. Conta una popolazione di 29 361 abitanti (censimento 2012).